# Góry Hostyńskie
Góry Hostyńskie (513.43*; cz. Hostýnské vrchy) – pasmo górskie w łańcuchu Karpat Słowacko-Morawskich w Zewnętrznych Karpatach Zachodnich. Leżą w północnych Morawach na terenie Czech.
Góry Hostyńskie stanowią zachodnią część mezoregionu Gór Hostyńsko-Wsetyńskich – wschodnią stanowią Góry Wsetyńskie, od których dzieli je dolina Górnej Beczwy. Na północy pasmo graniczy z Pogórzem Morawsko-Śląskim, na południu poprzez Bruzdę Frysztacką – z Górami Wizowickimi, na zachodzie na niewielkim odcinku opada w Obniżenie Górnomorawskie. Najwyższe szczyty – Kelčský Javorník, 864 m n.p.m., Hostýn, 735 m n.p.m. Inne większe wzniesienia to Čerňava (844 m), Hrad (612 m), Skalka (481 m), Kozinec (479 m), Bedlina (455 m) i Chlum (418 m). W górach znajduje się jaskinia Smrdutá.
Pasmo jest zbudowane z fliszu karpackiego, głównie z piaskowców, iłowców i zlepieńców. Południowa część pasma składa się z wąskich, skałkowych grzbietów rozdzielonych głęboko wciętymi dolinami rzek. Najwyższa i najbardziej górska z charakteru jest część północno-zachodnia, w której leżą najwyższe szczyty. Obie części dzieli przełęcz Tesák (688 m n.p.m.).
Góry Hostyńskie są w znacznej części porośnięte lasem.